# Коновалов, Макар Игоревич
Макар Игоревич Коновалов (род. 6 декабря 2000, Иркутск, Россия) — российский профессиональный баскетболист, играющий на позиции разыгрывающего защитника.

## Карьера
С 2016 года Макар находился в системе ЦСКА.
В сезоне 2016/2017 в составе сборной Москвы Коновалов стал серебряным призёром Первенства России среди юношей 2000 г.р.
В том же сезоне 2016/2017 Коновалов в составе армейской команды стал победителем Первенства ДЮБЛ.
На протяжении 3 лет Коновалов играл за «ЦСКА-Юниор» в Единой молодёжной лиги ВТБ. В сезоне 2017/2018 Макар помог своей команде завоевать чемпионство, а спустя год серебряные медали турнира.
В сезоне 2018/2019 Коновалов дебютировал в составе ЦСКА-2 в Суперлиге-1.
В сезоне 2020/2021, после того как ЦСКА-2 потерял шансы на выход в плей-офф, Коновалов на правах аренды перешёл в «Самару», которой помог стать чемпионом Суперлиги-1.
В июле 2022 года Коновалов стал игроком МБА. В составе команды Макар провёл 30 матчей и в среднем набирал 17,1 очков, 6,2 передачи, 3,9 подбора и 1,3 перехвата.
В марте 2022 года Коновалов перешёл в «Парму» на правах аренды до конца сезона 2021/2022.
В мае 2023 года Коновалов продлил контракт с МБА. В 33 матчах Единой лиги ВТБ Макар набирал 5,8 очка, 2 передачи и 1,1 подбора в среднем за игру.
В июне 2024 года Коновалов подписал новый контракт с МБА.
16 февраля 2025 года Коновалов принял участие в «Матче всех звёзд Единой лиги ВТБ» в составе команды «Хозяев» заменив получившего травму Дмитрия Хвостова. В этом матче Макар провёл на площадке 16 минут 32 секунды и набрал 6 очков, 4 передачи, 4 подбора и 1 блок-шот.
В сезоне 2024/2025 Коновалов стал бронзовым призёром Кубка России.
В июле 2025 года Коновалов перешёл в «Локомотив-Кубань».

## Сборная России
В апреле 2018 года Коновалов принял участие в турнире Альберта Швейцера в составе сборной России (до 18 лет). На этом турнире российская команда заняла 4 место, уступив в матче за бронзовые медали сборной Италии (78:89).
В августе 2018 года Коновалов был включён в состав сборной России (до 18 лет), для участия в чемпионате Европы. В матче за 3 место сборная России уступила Франции со счётом 70:79.
Летом 2019 года Коновалов принял участие в чемпионате мира (до 19 лет), где в составе молодёжной сборной России занял 5 место.
В феврале 2022 года Коновалов был включён в расширенный состав сборной России для подготовки к двум матчам квалификации Кубка мира-2023 со сборной Нидерландов. По итогам тренировочных сборов Макар попал в заявку на первый матч и дебютировал за сборную России проведя на площадке 26 секунд.
В июне 2022 года Коновалов принял участие в Открытом лагере РФБ для кандидатов в сборную России не старше 25 лет, проходящих в возрастные рамки для участия в студенческих соревнованиях.

## Достижения
- Чемпион Суперлиги: 2020/2021
- Бронзовый призёр Кубка России (2): 2022/2023, 2024/2025
- Чемпион Единой молодёжной лиги ВТБ: 2017/2018
- Серебряный призёр Единой молодёжной лиги ВТБ: 2018/2019
- Чемпион ДЮБЛ: 2016/2017